# Мзурова
Мзурова (пол. Mzurowa) — село в Польщі, у гміні Собкув Єнджейовського повіту Свентокшиського воєводства.
Населення — 550 осіб (2011).
У 1975-1998 роках село належало до Келецького воєводства.

## Демографія
Демографічна структура на день 31 березня 2011 року:
|          | Загалом | Допрацездатний вік | Працездатний вік | Постпрацездатний вік |
| -------- | ------- | ------------------ | ---------------- | -------------------- |
| Чоловіки | 263     | 58                 | 171              | 34                   |
| Жінки    | 287     | 56                 | 156              | 75                   |
| Разом    | 550     | 114                | 327              | 109                  |